# Хатіко
Хатіко або Хачіко (яп. ハチ公,, ハチこう, Хачіко̄) 10 листопада 1923 — 8 березня 1935 — пес породи акіта-іну, який народився на фермі неподалік міста Одате, префектура Акіта. Символ вірності та відданості в Японії.

## Життя
Хатіко з'явився на світ 10 листопада 1923 в японській префектурі Акіта. Фермер, який колись навчався в сільськогосподарській школі при Імператорському університеті (нині — Токійський університет), вирішив подарувати живу іграшку своєму колишньому професору Хідесабуро Уено. Той завжди тримав вдома собак, віддаючи перевагу великим псам. Уено назвав нового чотириногого вихованця Хаті (японською — Восьмий), тому що це був його восьмий за рахунком собака.

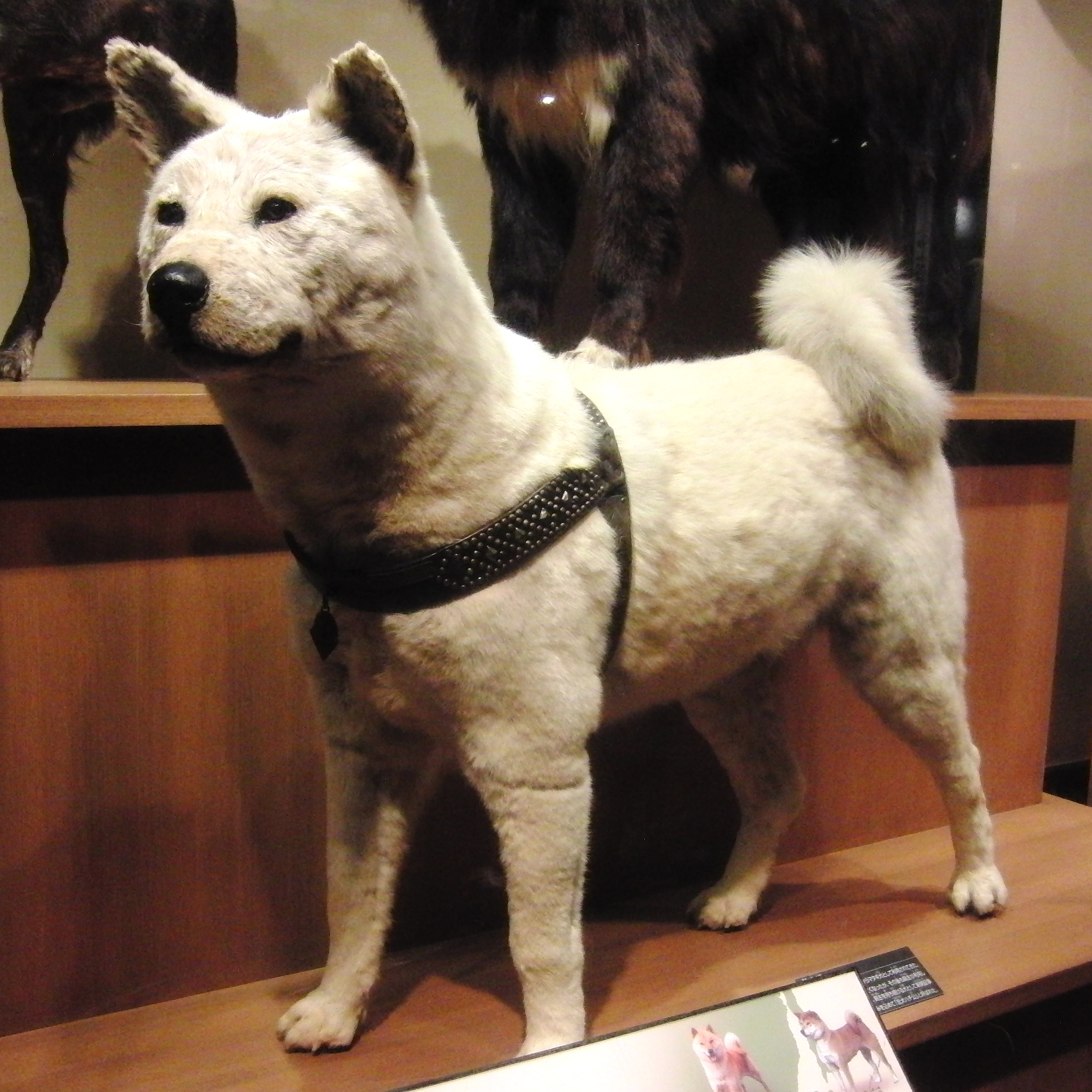
Опудало Хатіко в музеї Науки, Токіо

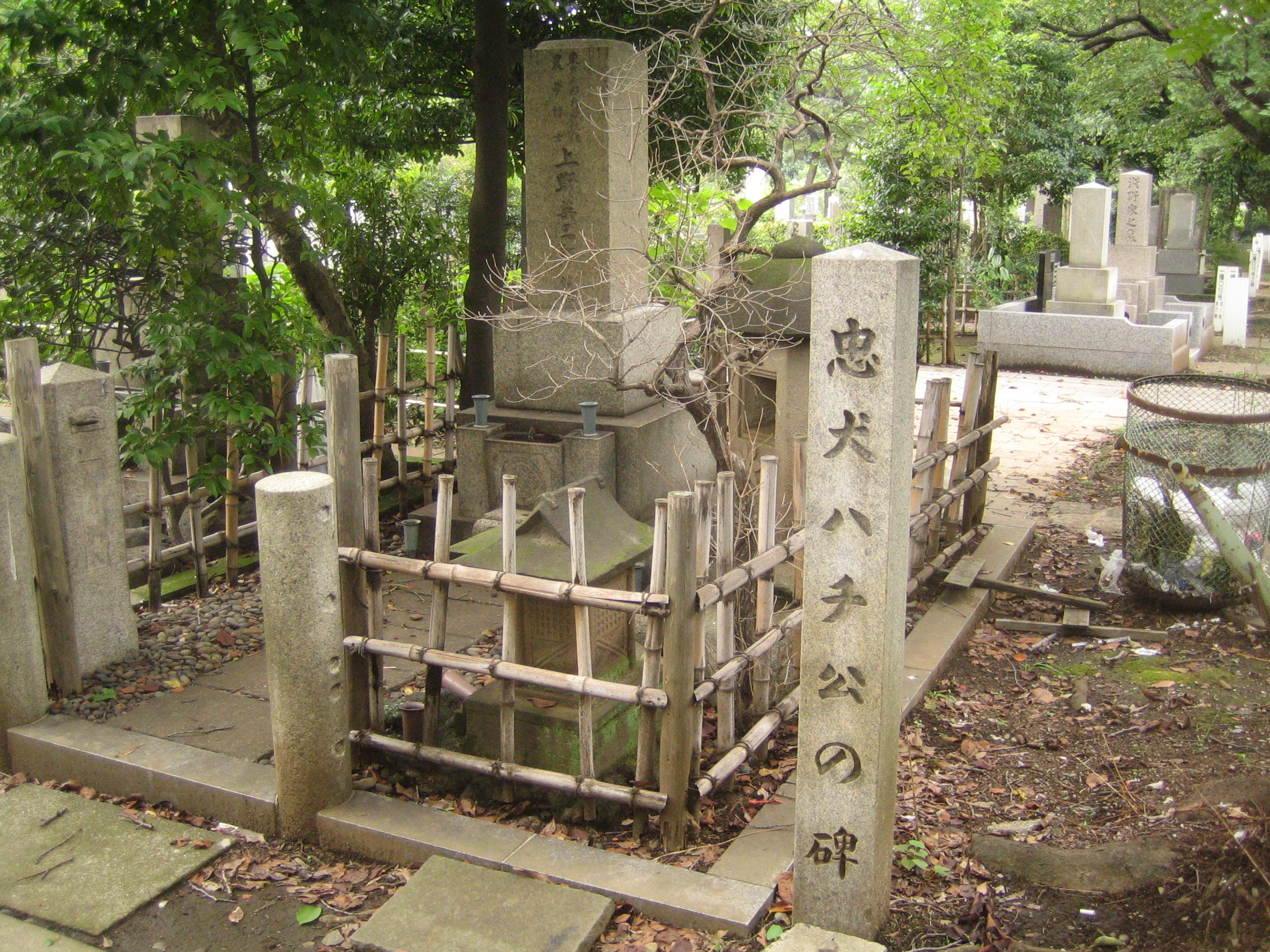
Могила Хідесабуро Уено та Хатіко на цвинтарі Аояма, Мінато-ку, Токіо

Коли Хаті підріс, він став постійно супроводжувати господаря. Той щоденно їхав у місто у справах. Тому Хаті проводжав професора до входу на залізничну станцію Сібуя, а о 3 годині дня знову приходив до станції, щоб зустріти його.
Але одного разу, це було 21 травня 1925, у професора прямо на роботі трапився інфаркт. Викликані лікарі не зуміли врятувати його. Додому пан Уено вже не повернувся. Але як це було пояснити собаці? Хаті щодня приходив до станції й терпляче, до пізнього вечора чекав господаря. Ночувати собака йшов на ґанок професорського будинку. Знайомі спробували прилаштувати Хаті в інший будинок, але все було марно. Хаті щоденно ходив на станцію, де чекав на свого улюбленого господаря. Місцеві торговці підгодовували охлялого собаку, захоплюючись між собою його наполегливістю. А залізничники стежили за тим, аби собаку, що став неодмінним атрибутом пристанційної площі, ніхто не ображав.
Пес став відомим на всю Японію в 1932 після публікації в одній з найбільших газет Токіо статті «Відданий старий пес чекає повернення свого господаря, який помер сім років тому». Історія підкорила серця японців, і на станцію Сібуя стали приїжджати зацікавлені з метою подивитися на пса.
Хатіко приходив на станцію протягом дев'яти років аж до своєї смерті 8 березня 1935. Мертвого Хатіко знайшли на вулиці, неподалік від станції. Він помер від філярій серця, а в його шлунку було знайдено кілька паличок від якіторі.
Звістка про смерть знаменитого собаки рознеслася досить швидко, і в країні був оголошений день жалоби. Кістки Хаті були поховані на токійському кладовищі Аояма в районі Мінато, поруч з могилою його колишнього господаря. А зі шкіри зробили опудало, яке досі зберігається в Національному музеї науки. Також Хатіко відведено почесне місце на японському віртуальному цвинтарі домашніх тварин.

## Хатіко в культурі Японії

### Пам'ятники
Відомий скульптор Теру Андо відлив собаку з бронзи й 21 квітня 1934 р. встановив пам'ятник перед станцією Сібуя, на відкритті якого був і сам Хаті. Тоді на постаменті й з'явився напис «Вірний собака Хатіко» (Хатіко — зменшувально-пестливе від Хаті). Копію скульптури Андо підніс імператорові. Треба згадати, що пам'ятник зберігся у своєму первісному вигляді порівняно недовго. Почалася війна на Тихому океані, і в 1944 році бронзову статую забрали на металобрухт для військових потреб. Невдовзі. під час американського бомбардування. загинув і сам скульптор.
Після війни Сібуя стала одним з торгових центрів Токіо, що відроджувався після бомбардувань і пожеж. Місцеві підприємці звернулися до Такесі Андо, сина скульптора, з проханням відновити пам'ятник. Було створено комітет, який почав збирати пожертви. Відновити скульптуру для Такесі було нескладно. Новий пам'ятник виявився дещо меншим — 91 см у висоту замість 127 см для статуї й 162 см замість 180 для постаменту. Відкриття пам'ятника відбулося 15 серпня 1948 року. Відтоді він став місцевою визначною пам'яткою.
Ще дві скульптури, пов'язані з життям Хатіко, з'явилися на станції Одате в префектурі Акіта, там, де народився славний пес. Одна скульптура повторює статую у Сібуї, друга зображає групу цуценят породи акіта і називається «Юний Хатіко і його друзі».

### Інші згадки в культурі
- Житіє Хаті, якщо можна застосувати такий термін, стало відоме цілій країні ще за життя собаки. З'явилися розповіді про вірного собаку, найкращого з яких було включено до шкільної хрестоматії.
- Тему «вірного Хаті» стали експлуатувати й підприємці. Універмаг Токю, побудований біля станції, відкрив невеликий магазинчик, що спеціалізується на продажу сувенірів «від Хатіко» — м'яких іграшкових собак та рушників з відбитком собачої лапи. Магазинчик процвітає, адже його неодмінними відвідувачами стають всі школярі Японії, які приїжджають на канікули до столиці. Жоден з них не повертається додому, не сфотографувавшись на фоні Хатіко.
- Тема Хатіко виявилася практично невичерпною. У Японії з'явилося кілька книг про життя собаки, одна була підготовлена у вигляді коміксу. 2004 року дві книги про цього собаку вийшли в США.
- У 1987 році на екранах з надзвичайним успіхом вийшов фільм «Хатіко моногатарі» («Повість про Хатіко»), за сценарієм, написаним відомим режисером Кането Сіндо.
- На історії Хатіко був заснований фільм 2009 року «Хатіко: Найвірніший друг», що зібрав схвальні відгуки глядачів і критиків.
- Відсилання на історію пса Хатіко є в серії мультсеріалу «Футурама». У ній головний герой Фрай до свого випадкового заморожування і відправлення в майбутнє доглядав за одним цуценям, яке було, за його словами, «одним з його єдиних друзів». Після того, як Фрай застряг в майбутньому, цуценя чекало його біля піцерії, в якій працював Фрай, протягом всього свого життя. У цій же серії Фрай, подорожуючи руїнами старого Нью-Йорка, замурованого в каналізацію, знаходить скам'яніле тіло свого пса.